# 平田城 (尾張国)
平田城（ひらたじょう）は、尾張国春日井郡平田村（現愛知県名古屋市西区城町）にあった日本の城。

## 概要
城跡とされる場所には遺構はほぼ残らず、城の古井戸とされる井戸だけが残り、農家の宅地となっている。付近には城の切という地名が近年まで残っていたというが、町名変更により現存しない。埋蔵文化財包蔵地としては遺跡番号003003として周知されている。
城主は平田伊豆守（張州府志）とも平田和泉守（尾張徇行記）とも平田源左衛門（織田真記）とも伝わりはっきりしない。『日本歴史地名大系 23 愛知県の地名』130頁によると、平田氏の菩提寺でもあった平田寺に残る過去帳には「泉州大守」、つまり和泉守と記されているようである。